# فرانسيسكو (قمر)
|                              |                             |
| اكتشافه                      |                             |
| اكتشفه                       | ماثيو هولمان و بريت جلادمان |
| في سنة                       | 13 آب 2001                  |
| خصائص المدار                 |                             |
| نصف المحور الرئيسي           | 4,276,000 كيلومتر           |
| الشذوذ المداري               | 0.1459                      |
| فترة المدارِ الفلكية          | 266.56 يوم                  |
| الميل المداري إلى مسار الشمس | 145°                        |
| قمر لكوكب                    | أورانوس                     |
| الخصائص الطبيعية             |                             |
| نصف القطر                    | 11 كيلومتر                  |
| كتلة                         | ~7.2 ×1015 كيلوغرام         |
| كثافة                        | 1.3 فرضا غرام\سنتيمتر3      |
| جاذبية سطحية على خط الاستواء | ~0.0025متر\ثانية2، (        |
| درجة البياض                  | 0.04                        |

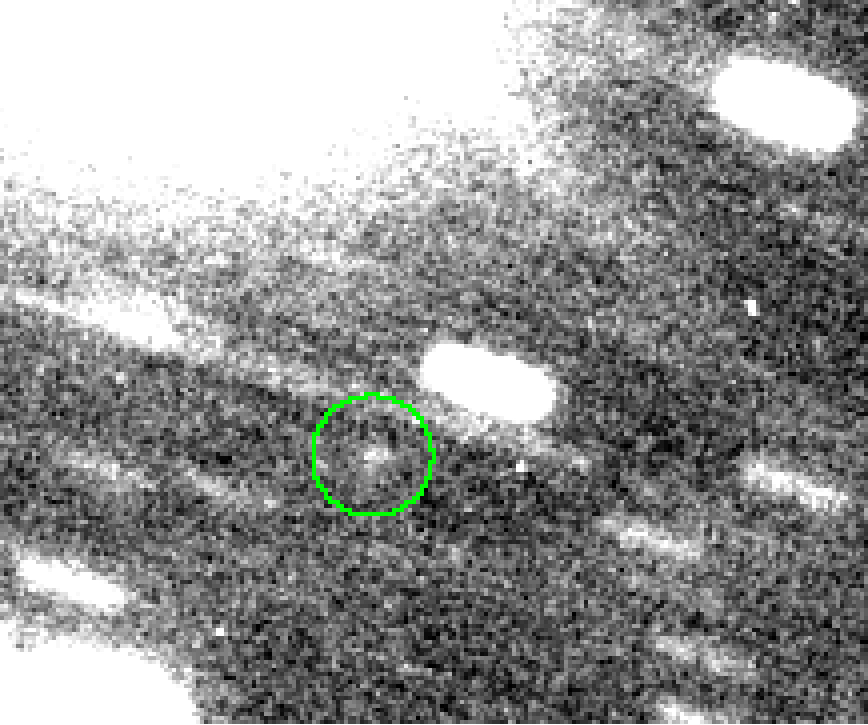

بالإنكليزية Francisco هو أبعد قمر غير نظامي لأورانوس
واكتشف فرانسيسكو عن طريق ماثيو هولمان و بريت جلادمان . في عام 2003 من الصور التي التقطت في عام 2001 ، و التعيين المؤقت له S/2001 U 3. كما أيعرف بأورانوس الثاني والعشرون، واسمه مشتق من مسرحية وليام شكسبير العاصفة.